# Jean-Louis Guez de Balzac

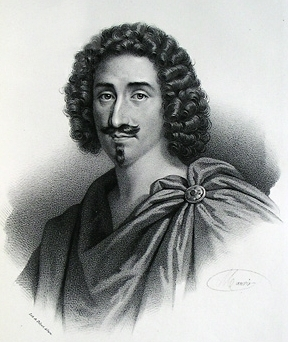
Jean-Louis Guez de Balzac

Jean-Louis Guez de Balzac (Angulema, 31 de mayo de 1597-íd., 18 de febrero de 1654) fue un escritor libertino francés, conocido sobre todo por sus 27 libros de Lettres ("Cartas" o "Epistolario"), muy leídos en su tiempo, y como escritor satírico de un falso e irónico pseudoelogio de Luis XIII, Le Prince. Le dieron el sobrenombre de "Restaurador de la lengua francesa" y figuró entre los fundadores de la Academia.

## Biografía
Nació en Angulema de una familia burguesa que había adquirido título de nobleza, estudió en dos colegios jesuitas de Angulema y Poitiers, donde aprendió muy bien latín y retórica antigua.
En 1612 conoció al libertino Théophile de Viau, quien se encontraba de paso en Angulema, y marchó con él a estudiar a la Universidad de Leiden; probablemente fue su amante, considerando sus posteriores recriminaciones epistolares. Fue a continuación secretario del Duque de Épernon en Metz y, tras pasar dos años en Roma como agente del Cardenal de La Valette (1621-1623), vino a París, donde se dio a conocer por unas cartas que, dirigidas a sus conocidos y a personajes importantes de la Corte, le granjearon una gran reputación. Richelieu le distinguió con su aprecio y le otorgó los cargos de Cronista y Consejero real, además de una pensión de dos mil libras.
Aparecido en 1624, el primer volumen de los 27 que formaron sus Lettres le valió grandes elogios y el sobrenombre de «El gran epistológrafo» por su decantado estilo y cuidadoso lenguaje, y se convirtió en oráculo habitual del Hotel de Rambouillet, conociendo entre otros a escritores como Chapelain, Malherbe y el libertino Boisrobert. A pesar de su orgullo, vio como el signo de la filosofía libertina caracterizaba su Epistolario y fue motivo señalado de ataques por parte del sector piadoso o devoto del gobierno y la cultura, por ejemplo por parte del jesuita François Garasse. Al año siguiente, acusado de haber saqueado a autores antiguos y modernos, lo que es cierto, fue denostado también por Jean Goulu, superior de la Orden de los Feuillants, en su panfleto Lettres de Phyllarque à Ariste, de 1627.
Su natural vanidoso se acomodaba mal no sólo a tanto incesante asedio a sus obras, sino también a las polémicas eruditas de la vida literaria parisina, y se retiró a su castillo de Balzac, donde pudo satisfacer su humor sombrío y librarse casi por entero a unos ejercicios de piedad que le hicieron llamar "El ermitaño de la Charente". Esto no le impidió continuar su activa correspondencia con sus amigos de París y actuar como árbitro de buen gusto en materia de estilo y, aunque se había mostrado siempre quisquilloso a las solicitudes de Chapelain y Boisrobert, pareció haber sido inscrito de oficio en la Academia Francesa en marzo de 1634, lo que lo convirtió en uno de los primeros miembros de la misma aunque no hubiera sido jamás elegido formalmente. Su reclusión en Angulema le hizo carecer del requisito de residencia y, sin embargo, fundó allí el primer premio de elocuencia dotado con 2000 libras. Este hipocondriaco de gran apetito distribuyó al fin de su vida sus bienes en obras de caridad antes de retirarse al convento de capuchinos de Angulema, donde murió en loor de santidad legando 12.000 libras al hospicio de Angulema.
Las obras de Guez de Balzac se componen de Lettres dirigidas a Valentin Conrart, Jean Chapelain y otros; de Discursos, Disertaciones literarias y pequeños tratados y ensayos, de los cuales los principales son Aristippe ou la Cour ("Aristipo o La Corte"), una reflexión sobre el Maquiavelismo; Le Prince ("El príncipe"), una apología de Luis XIII y su valido, donde bajo el tono grandilocuente laten las intenciones satíricas apenas contenidas; el Socrate chrétien ("Sócrates cristiano"), ensayo de doctrina y moral religiosa; algunas poesías en francés y versos en latín.
La reputación actual de Balzac se funda esencialmente en las Lettres, cuya primera colección apareció en 1624 y una segunda en 1636: se encuentra en ellas una elegancia y armonía de expresión jamás encontrada hasta entonces en ninguna obra en prosa de la lengua francesa y, aunque la sustancia, casi siempre lugares comunes tomados de los Antiguos o de los Padres de la Iglesia, sea vacía y afectada, las cartas de Guez, quien conocía además los idiomas italiano y español, demuestran una verdadera maestría de estilista al introducir en la prosa francesa una claridad y precisión nuevas que animaron a desarrollar la lengua francesa por sus propios medios privilegiando sus elementos más genuinamente idiomáticos. Puede, pues, acreditarse de haber realizado sobre la prosa una reforma paralela a la de François de Malherbe sobre la poesía.

## Obras
- Lettres, 1624.
- Lettres, 1636.
- Recueil de nouvelles lettres, 1637.
- Œuvres diverses (1644). Paris, Honoré Champion, 1995 ISBN 2852034867
- Le prince, Éd. Christian Leroy. Paris : Table ronde, 1997 ISBN 2710307502
- Socrate chrétien, 1652.
- Les entretiens (1657). Paris, M. Didier, 1972
- Aristippe ou De la Cour, 1658 y 1664.
- Les entretiens de feu monsieur de Balzac (1663)
- Les premières lettres de Guez de Balzac, 1618-1627, Paris, E. Droz, 1933-1934
- Œuvres (1665) Genève, Slatkine Reprints, 1971
- Œuvres choisies, Paris, Larousse, 1936
- Épîtres latines bajo la dirección de Jean Jehasse, prefacio de Bernard Yon, Saint-Étienne, Presses Universitaires de Saint-Étienne, 1982 ASIN 2867240115
- Socrate chrestien par le Sr De Balzac et autres œuvres du mesme Autheur. Ámsterdam, Pluymer, 1662.